# Calymmanthium substerile
Calymmanthium substerile F. Ritter – gatunek sukulenta z rodziny kaktusowatych, jedyny przedstawiciel monotypowego rodzaju Calymmanthium F.Ritter. Występuje w Ameryce Południowej w Peru (Amazonas, Cajamarca).

## Systematyka
Pozycja systematyczna według APweb (aktualizowany system APG III z 2009)
Należy do rodziny kaktusowatych (Cactaceae) Juss., która jest jednym z kladów w obrębie rzędu goździkowców (Caryophyllales)  i klasy roślin okrytonasiennych. W obrębie kaktusowatych należy do plemienia Calymmantheae, podrodziny Cactoideae
Pozycja w systemie Reveala (1993-1999)
Gromada okrytonasienne (Magnoliophyta Cronquist), podgromada Magnoliophytina Frohne & U. Jensen ex Reveal, klasa Rosopsida Batsch, podklasa goździkowe (Caryophyllidae Takht.), nadrząd  Caryophyllanae Takht.,  rząd goździkowce (Caryophyllales Perleb), podrząd Cactineae Bessey in C.K. Adams, rodzina kaktusowate (Cactaceae Juss.), rodzaj Calymmanthium F. Ritter, gatunek Calymmanthium substerile F. Ritter.